# 金沢西根村
金沢西根村（かねざわにしねむら）は、秋田県仙北郡にかつて置かれていた村。仙北郡の南端に位置する。

## 地理
横手盆地の中央部に位置し、丸子川と厨川の複合扇状地扇端部および後背湿地に所在する。湿地をあらわす「谷地」のつく地名が多い。全体が平坦地を占め、県下有数の穀倉地帯の一画を占める純農村地帯である。仙北郡のほぼ南端に所在し、東・北・南を仙北郡飯詰村・藤木村・金沢町安本と接し、横手川（旭川）をはさんで西は平鹿郡角間川町・同郡黒川村と接する。村名「金沢西根」は金沢町西方に開けた村という意味で、畑屋村に所在する金沢東根と対応する。
奥羽本線が村の東端を南北に走る。大正時代に後三年駅が開業したのち、駅前が宅地化された。

## 歴史
江戸時代には農業用水を横手川から求め、上堰・下堰を開削し、1647年（正保4年）には開墾田を中心に金沢西根新田村（のちの金沢新西根村）ができた。八卦の神明社をはじめ、神社の多い村である。大久保の八幡神社などに南北朝時代の板碑がある。
- 1873年（明治6年） - 金沢新西根村と合併[1]。
- 1874年（明治7年） - 二本柳村と合併[1]。
- 1889年（明治22年）4月1日 - 町村制施行により金沢西根村が発足（単独立村）[1]。
- 1956年（昭和31年）9月30日 - 飯詰村と合併して仙南村となり消滅。

## 旧高・旧領
明治初年の石高は以下の通り。なお、「金沢西根村」は新西根を合わせた分の値である。
| 村         |  | 旧高          | 旧領               | 旧県   |
| ---------- |  | ------------- | ------------------ | ------ |
| 金沢西根村 |  | 3964.957031石 | 秋田藩（久保田藩） | 秋田県 |
| 二本柳村   |  | 116.024002石  | 秋田藩（久保田藩） | 秋田県 |
| 合計       |  | 4080.981033石 | —                  | —      |

## 出身著名人
- 佐藤章（飛行家）
- 佐藤長左エ門忠治（西根堤、横手川の灌漑）
- 照井八十八（耕地整理、後三年駅開業に尽力、後三年倉庫・後三年郵便局の設置）

## 寺社
- 百記山等心寺（浄土真宗大谷派）:百目木（どめき）地区
- 神明社:石町地区
- 八幡神社:八卦地区
- 熊野神社:熊堂地区